# Masaaki Endō
Masaaki Endō (遠藤正明 Endō Masaaki?) es un compositor y cantante japonés nacido el 28 de agosto de 1967 en la prefectura de Miyagi, Japón.  Es un cantautor japonés que se destaca en el área de bandas sonoras para producciones de anime y tokusatsu. En 2000, Ichirou Mizuki reunió a cuatro artistas para formar JAM Project: Masaaki Endoh, Eizo Sakamoto , Rika Matsumoto e Hironobu Kageyama .

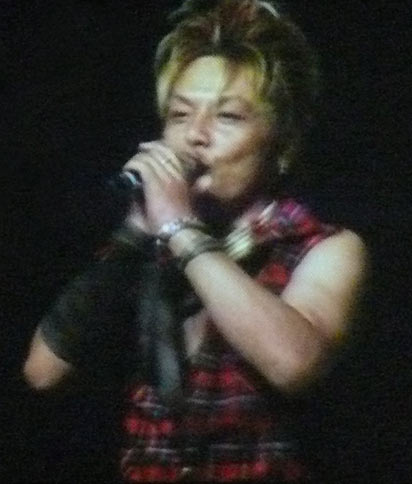
Masaaki Endō.

Él ha estado implicado con los temas abertura de The King of Braves GaoGaiGar ("Yuusha-Oh Tanjou!"), Bakuryū Sentai Abaranger, Yu-gi-oh! 5D's ("Believe in Nexus" y "Road to Tomorrow~Going my Way") y GARO ("Savior in the Dark ~GARO~" con JAM Project).

## Discografía

### Álbumes
- [2003.11.27] CHAKURIKU!!
- [2006.11.29] M.e.
- [2009.04.29] CIRCUS MAN
- [2011.07.06] (e)-STYLE

### Cover Albums
- [2008.06.11] ENSON
- [2008.12.17] ENSON 2
- [2015.09.07] ENSON 3

### Singles
- [1995.11.11] Forever Friends
- [1996.07.24] Killed by BREAK SPIDER
- [1997.02.21] Yuusha Ou Tanjou! (勇者王誕生!)
- [1997.08.21] A PIECE OF THE SUN
- [1998.11.21] Ano Kawa wo Koete (あの河を越えて)
- [1999.03.03] Ready, B-Fight
- [1999.06.21] Senshi yo Tachiagare (戦士よ、起ち上がれ!)
- [2000.01.01] Yuusha Ou Tanjou! (Mythology Version) (勇者王誕生！-神話（マイソロジー）バージョン-)
- [2002.04.20] Bakutou Sengen! Daigunder (爆闘宣言！ダイガンダ)
- [2003.03.01] Bakuryuu Sentai Abaranger (爆竜戦隊アバレンジャー)
- [2009.07.01] Sea Jetter Kaito (シージェッター海斗)
- [2009.09.25] Kankyou Choujin Ecogainder (環境超人エコガインダー)
- [2010.05.12] BELIEVE IN NEXUS
- [2010.12.22] Ashita e no Michi ~Going my way!!~ (明日への道〜Going my way!!〜)
- [2011.01.27] Honki Sentai Gachiranger (本気戦隊ガチレンジャー)
- [2011.05.11] Tamashii Meramera Icchou (魂メラめら一兆°C！; como Endoh Masaki & Moon Riders)
- [2011.11.09] Fellows